# برايان هيلي
برايان هيلي (بالإنجليزية: Brian Healy)‏ هو لاعب كرة قدم بريطاني، ولد في 27 ديسمبر 1968 في غلاسكو في المملكة المتحدة. شارك مع منتخب إنجلترا لكرة القدم C ‏. أما مع النوادي، فقد لعب مع دارلينجتون إف سى ونادي توركي يونايتد ونادي موركامب.

## وصلات خارجية
- برايان هيلي على موقع قاعدة بيانات كرة القدم.إي يو (الإنجليزية)
- برايان هيلي على موقع Soccerbase.com (لاعب) (الإنجليزية)